# Oedura murrumanu
Espèce
Oedura murrumanu est une espèce de gecko de la famille des Diplodactylidae.

## Répartition
Cette espèce est endémique d'Australie-Occidentale en Australie. 

## Description
Les 3 spécimens adultes mâles observés lors de la description originale mesurent entre 100,0 mm et 103,0 mm de longueur standard et le spécimen adulte femelle observé lors de la description originale mesure 94,7 mm de longueur standard.

## Étymologie
Le nom spécifique murrumanu vient du bunuba Murru manu’ , le gecko, en référence à la distribution de cette espèce qui semble restreinte aux territoires des Bunubas.

## Publication originale
- Oliver, Laver, Melville & Doughty, 2014 : A new species of Velvet Gecko (Oedura: Diplodactylidae) from the limestone ranges of the southern Kimberley, Western Australia. Zootaxa, no 3873 (1), p. 49–61 (texte intégral).